# Nacionalno prvenstvo ZDA 1889
Nacionalno prvenstvo ZDA 1889 v tenisu.

## Moški posamično
Henry Slocum :  Quincy Shaw  6-3 6-1 4-6 6-2

## Ženske posamično
Bertha Townsend :  Lida Voorhees  7-5, 6-2

## Moške dvojice
Henry Slocum /  Howard Taylor :  Valentine Hall /  Oliver Campbell 6–1, 6–3, 6–2

## Ženske dvojice
Margarette Ballard /  Bertha Townsend :  Marion Wright /  Laura Knight 6–0, 6–2